# Panzerbüchse 39
PzB-38 (нім. Panzerbüchse Modell 1938) — німецька протитанкова рушниця часів Другої світової війни.

## Історія виробництва
Одразу із появою танків та інших бойових броньованих машин виникла необхідність піхотної протитанкової зброї для боротьби з цими об'єктами. В кінці першої світової війни  німці ввели важку протитанкову рушницю – 13.35 мм протитанкову рушницю (gewehr) Маузера модель 1918 на основі 7.92 мм  гвинтівки Маузера модель 98. Нова гвинтівка була здатна пробити 26 мм броні на 100 м і приблизно 10 мм на 200 м. Якщо для 1930 років це були задовільні показники, то бронетехніка другої половини 1930 років вже вимагала інших засобів протидії.
PzB-38 була прийнята на озброєння в 1938 році. Через рік їй на зміну прийшла спрощена   полегшена рушниця PzB-39, що випускалися до 1942 року. Планувалося, що кожна піхотна дивізія буде мати до 81 рушниць. PzB 38 залишалася на службі в перші роки Другої світової війни, а PzB 39 залишилися в обмеженому використанні до 1943-44 рр.  
Високі бойові якості цих протитанкових рушниць, які вони показали на початковому етапі Другої Світової Війни, змусили німецьку військову промисловість розгорнути широке виробництво. В 1940- 1941  роках фірми Gustloff-Werke, Rheinmetall-Borsig, Havelwerke, Steyr-Daimler-Puch випустили 39232 протитанкових рушниці PzB З9.
Виробництво було зупинено у 1942 році через низьку ефективність PzB-39 проти радянських танків Т-34, КВ-1, ІС-1, ІС-2, а деяка частина рушниць була надалі перероблена в гранатомети GrB-39.

## Опис улаштування
- PzB-38 мала, незважаючи на однозарядність, досить складну конструкцію: вертикально ковзний клиновий затвор і своєрідне лафетне компонування, при якій ствол, ствольна коробка і затворна група після пострілу відкочувалися назад, відкриваючи затвор і викидаючи гільзу.
- Рукоятка ручного відкриття затвора знаходилася праворуч.
- На обидва боки ствольної коробки могли кріпитися короби з 10 запасними патронами в кожному.
- Приклад і двонога сошка — складні.

На відміну від PzB-38 в PzB-39 відкриття затвора і екстракція гільзи здійснювалися тільки вручну, оскільки ствол був нерухомий. Для відкриття затвора використовувалася рухома пістолетна рукоятка.
- Зброя мала дулове гальмо, фіксовані прицільні пристосування, пристріляні на 400 м, і складну рукоятку для перенесення.

Використовувалися патрони
- SmK — патрон з бронебійної кулею (масою 14,3 гр) з твердосплавною серцевиною;
- SmK-L. Spur — патрон з бронебійно-трасуючою кулею;
- патрон з бронебійно-хімічної кулею, в хвостовій частині якої знаходився невеликий заряд отруйної речовини, що підсилював враження при заброньовій дії.

При заряджанні рушниці  стрілець рухом (від себе) пістолетної рукоятки управління вогнем відкривав затвор, іншою рукою діставав патрон з магазина і закладав його в патронник. Після цього тиском на пістолетну рукоятку (стрілку) затвор закривався, і зброя була готова до бою. Після пострілу гільза екстрагувалася із опусканням затвора повзунком екстрактора назад-вниз через вікно в плечовому упорі.
Для продовження терміну служби затвор мав змінний передній вкладиш, що дозволяв домогтися мінімального зазору між дзеркалом затвора і казенним зрізом ствола.
Зверху затвор закривався щитком, що автоматично відкидався при опусканні затвора.
Ударний механізм куркового типу. Курок зводився при опусканні затвора.
Запобіжник прапорцевого типу розташовувався в задній частині ствольної коробки, позаду гнізда затвора (при його лівому положенні запиралось шептало і затвор). Захист від передчасного пострілу здійснювався засувкою пістолетної рукоятки управління вогнем, чий виступ замикав спусковий гачок при не повністю закритому каналі ствола.
Ствол, що звужується по напряму до дула, кріпився на ложі зброї нерухомо. Для зменшення віддачі при стрільбі на стволі кріпилося потужне дулове гальмо, що поглинало до 60% енергії віддачі.
Постійний приціл, стійкового типу, був розрахований на дальність стрільби до 400 м. Мушка захищалася кільцевою огорожею від забоїв і ушкоджень.
Бронепробивність становить:
- на дальності  до 100 м під кутом 90° —  до 30 мм;
- на дальності 300 м під кутом 90° —  до 20 мм [1].

## На марші і на полі бою
Для перенесення рушниці служила відкидна вбік рукоятка, змонтована зверху над центром маси зброї.
Розрахунок зброї складався з двох чоловік  — стрільця і піднощика боєприпасів (він же спостерігає за цілями). 
На марші рушниця возилася у возику з боєприпасами. Для перевезення рушниці в розвідувальних підрозділах мотопіхоти використовувалися велосипеди, на рамах яких ременями кріпилися ПТР. 
У бойових умовах розрахунок переносив рушницю на плечі або в руках. У безпосередній близькості від противника рушниця переносилася одним стрільцем.

## Варіанти
- PzB-38 — вихідний варіант, що випускався з 1938 до 1939 року.
- PzB-39 — спрощений і полегшений варіант, що випускався з 1939 до 1942 року.
- GrB-39 — гранатомет, отриманий шляхом переробки PzB-39. Принцип дії аналогічний гвинтівковому гранатомету (метання холостим патроном надкаліберних боєприпасів з наствольної мортирки) [2].

### Радянська копія
Радянська копія - оскільки в перші місяці Великої Вітчизняної війни РККА не вистачало протитанкових засобів, 8 липня 1941 р. Й. В. Сталіним було ініційовано створення дешевих протитанкових рушниць. На час їх розробки було вирішено в найкоротші терміни скопіювати німецькі 7,92-мм рушниці PzB.39 і патрон до них. Незважаючи на низьку живучість одержаних рушниць, 10 серпня 1941 р. вони були запущені у виробництво, за серпень-вересень було виготовлено   144 шт.

## Іноземні зразки, що застосовувалися вермахтом
Окрім   у військах вермахту також застосовувалися в перші роки війни
- Czechoslovak ZB з Чехословацького Брно – MPzB 41 розроблена за замовленням з Ваффен СС.
- 630 трофейних польських 7.92 мм    kb.Ur.wz.35   (також відомих як Maroszek wz.35) позначувані  німцями як Panzerbüchse 770(p) або PzB 35(р), які були кращими, ніж їхні німецькі аналоги.
- Разом з польськими протитанковими рушницями  німці використовували захоплені радянські 14,5-мм ПТРД-41 (Дегтярьова), позначені як Panzerabwehrbüchse 783(R), і 14,5-мм ПТРС-41 (Симонова), позначені як Panzerabwehrbüchse 784(R) [3]
- Британські    протитанкові рушниці   Boys  [4] були захоплені під Дюнкерком в 1940 році  і позначалися як 13,9 мм Panzerabwehrbüchse 782(Е)